# Riccardo Fraccaro
Riccardo Fraccaro (Montebelluna, Véneto; 13 de enero de 1981) es un político y abogado medioambiental italiano.
Es miembro del partido, Movimiento 5 Estrellas (M5S).
Actualmente, además de diputado, desde el día 1 de junio de 2018 es el nuevo Ministro de Relaciones con el Parlamento y Democracia Directa de Italia.

## Biografía

### Inicios y formación
Riccardo Fraccaro nació el día 13 de enero del año 1981 en la localidad italiana de Montebelluna, que está situada en la Provincia de Treviso y Región de Véneto. Pero pasó toda su juventud en la localidad de Riese Pio X, dentro de la misma provincia y de la cual desciende su familia.
Después de graduarse en educación secundaria, se matriculó como alumno de la Universidad de Trento, donde obtuvo una Licenciatura en Derecho y al poco, en 2011 se graduó en Derecho Ambiental Internacional.
Al finalizar sus estudios universitarios, comenzó a trabajar en el sector privado, como empleado de una empresa de energética. 

### Carrera política
En el año 2010, inició su carrera política como militante del partido, Movimiento 5 Estrellas (M5S), en el cual comenzó como fundador de una asamblea local en la ciudad de Trento.
En las Elecciones generales de Italia de 2013, fue elegido como Miembro de la Cámara de Diputados.
Cabe destacar que durante esa legislatura (la XVII) fue el único diputado que consiguió representar a la circunscripción electoral de la Región de Trentino-Alto Adigio, fue el líder de su grupo parlamentario ante la cámara, fue miembro de la I Comisión de Asuntos Constitucionales, de la XIV Comisión Permanente de Política de la Unión Europea y del Comité Parlamentario para la Implementación del Federalismo Fiscal y desde el 21 de marzo de 2013 hasta el 22 de marzo de 2018 fue el Secretario de la Cámara de Diputados.
También durante la legislatura, presentó dos proyectos de ley como el primer firmante. Uno de ellos fue en materia de conflictos de intereses, que se fusionó en un texto unificado y luego se aprobó en la Cámara, pero no en el Senado. El otro proyecto se refiere a la introducción y fortalecimiento de instrumentos de democracia directa.
Tras las Elecciones generales de 2018, volvió a ser reelegido como diputado para la XVIII legislatura y también como líder de su grupo parlamentario.
El día 1 de junio de 2018, fue nombrado como nuevo Ministro de Relaciones con el Parlamento y Democracia Directa de Italia, en el Primer Gobierno Conte.
Sustituye en este cargo a la política, Anna Finocchiaro.